# Nathan Silva
Nathanael Ananias da Silva, mais conhecido como Nathan Silva (Oliveira, 6 de maio de 1997), é um futebolista brasileiro que atua como zagueiro e volante. Atualmente, joga no Pumas.

## Carreira

### Atlético Mineiro
Natural de Oliveira, Minas Gerais, Nathan Silva ingressou nas categorias de base do Atlético Mineiro em 2011, aos 13 anos. Depois de disputar a Florida Cup de 2017, estreou no time profissional no dia 9 de abril de 2017, entrando como substituto em uma derrota fora de casa por 2–1 para a Caldense, pelo Campeonato Mineiro de 2017.
Na sua primeira passagem pelo Atlético Mineiro, fez apenas uma partida e marcou nenhum gol.

### Ponte Preta
Em 20 de fevereiro de 2018, Nathan prorrogou o seu contrato com o Atlético Mineiro até ao final de 2021 e foi emprestado à Ponte Preta, inicialmente até ao final do ano. Sua estreia pelo clube aconteceu no dia 11 de março, entrando como titular em um empate em casa por 0–0 com a Ferroviária, pelo Campeonato Paulista de 2018. Marcou seu primeiro gol na carreira profissional em 8 de agosto, em uma vitória fora de casa por 4–0 sobre o Paysandu, pela Série B de 2018.
Em 26 de junho de 2019, depois de ficar fora dos planos da Ponte Preta, Nathan Silva rescindiu seu contrato de empréstimo com o clube. No total, fez 54 partidas e marcou 2 gols.

### Atlético Goianiense
No dia 4 de julho de 2019, foi anunciada a contratação de Nathan Silva pelo Atlético Goianiense, por um contrato de empréstimo até o fim do ano. Sua estreia pelo clube aconteceu em 2 de agosto, entrando como substituto em um empate fora de casa por 1–1 com o Londrina, pela Série B de 2019.
Na sua primeira passagem pelo Atlético Goianiense, fez 16 partidas e marcou nenhum gol.

### Coritiba
No dia 15 de janeiro de 2020, após ajudar o Atlético Goianiense conseguir a promoção para à Série A de 2020, foi anunciada a contratação de Nathan Silva pelo Coritiba, também recém-promovido, por um contrato de empréstimo de uma temporada. Sua estreia aconteceu em 19 de janeiro, entrando como titular em uma vitória em casa por 2–1 sobre o FC Cascavel, pelo Campeonato Paranaense de 2020. Seu primeiro gol pelo clube aconteceu em 7 de outubro, em uma derrota fora de casa por 2–1 para o Grêmio.
Em 2 de dezembro de 2020, Nathan Silva renovou seu contrato com o Coritiba, com o novo vínculo indo até o dia 28 de fevereiro de 2021, quatro dias depois do término da Série A de 2020. Pelo clube, fez 27 partidas e marcou um gol.

### Retorno ao Atlético Goianiense
No dia 27 de fevereiro de 2021, foi oficializado o retorno de Nathan Silva ao Atlético Goianiense, por um contrato de empréstimo até o fim do ano. Sua reestreia aconteceu em 17 de março, entrando como titular em uma vitória fora de casa por 3–1 sobre o Galvez, pela Copa do Brasil de 2021. Seu primeiro gol pelo clube aconteceu em 23 de junho, marcando o único gol de uma vitória em casa por 1–0 sobre o Fluminense, pelo Campeonato Brasileiro de 2021.
Após uma boa temporada pelo Atlético Goianiense e ser um dos destaques do time no mesmo ano, em 29 de junho de 2021, teve o seu retorno solicitado pelo Atlético Mineiro para repor a saída de Bueno, que veio emprestado pelo Kashima Antlers, do Japão.
Na sua primeira passagem pelo Atlético Goianiense, fez 22 partidas e marcou apenas um gol.

### Retorno ao Atlético Mineiro
Em 2 de julho de 2021, foi oficializado o retorno de Nathan Silva ao Atlético Mineiro. Após retornar, no dia 12 de julho, o Atlético Mineiro renovou o vínculo com Nathan Silva. O contrato, que acabaria em dezembro do mesmo ano, foi ampliado até o fim de 2023.
Sua reestreia aconteceu em 7 de julho, entrando como titular em uma vitória em casa por 2–1 sobre o Flamengo, pelo Campeonato Brasileiro de 2021. Seu primeiro gol pelo clube aconteceu em 8 de agosto, em uma vitória fora de casa por 2–1 sobre o Juventude.
Pelo Galo, Nathan disputou ao todo 97 jogos e marcou cinco gols. Em 2023, ele fez 18 jogos, 16 como titular. Sua última aparição foi diante do Alianza Lima, pela fase de grupos da Libertadores.

### Pumas
Nathan Silva foi vendido para o Pumas, do México, por 4 milhões de dólares. A negociação foi concretizada em 20 de junho de 2023, com o Galo ficando com 20% dos direitos econômicos ainda.

## Vida pessoal
O irmão mais velho de Nathan Silva, Werley, é jogador e também atua como zagueiro. Assim como Nathan Silva, ele foi formado nas categorias de base do Atlético Mineiro. Seu primo, Pablo Henrique, também era jogador de futebol e atuou nas categorias de base do Atlético Mineiro e do Flamengo, mas faleceu no incêndio no alojamento do Flamengo aos 14 anos.

## Estatísticas
Atualizado até 11 de agosto de 2022.

### Clubes
| Equipe              | Temporada         | Campeonato nacional | Campeonato nacional | Campeonato nacional | Copa nacional[a] | Copa nacional[a] | Copa nacional[a] | Competições continentais[b] | Competições continentais[b] | Competições continentais[b] | Outros torneios[c] | Outros torneios[c] | Outros torneios[c] | Total | Total | Total   |
| Equipe              | Temporada         | Jogos               | Gols                | Assist.             | Jogos            | Gols             | Assist.          | Jogos                       | Gols                        | Assist.                     | Jogos              | Gols               | Assist.            | Jogos | Gols  | Assist. |
| ------------------- | ----------------- | ------------------- | ------------------- | ------------------- | ---------------- | ---------------- | ---------------- | --------------------------- | --------------------------- | --------------------------- | ------------------ | ------------------ | ------------------ | ----- | ----- | ------- |
| Atlético Mineiro    | 2017              | 0                   | 0                   | 0                   | 0                | 0                | 0                | 0                           | 0                           | 0                           | 1                  | 0                  | 0                  | 1     | 0     | 0       |
| Atlético Mineiro    | 2021              | 28                  | 3                   | 1                   | —                | —                | —                | 6                           | 0                           | 0                           | —                  | —                  | —                  | 34    | 3     | 1       |
| Atlético Mineiro    | 2022              | 22                  | 0                   | 0                   | 2                | 0                | 0                | 9                           | 0                           | 0                           | 9                  | 0                  | 0                  | 42    | 0     | 0       |
| Atlético Mineiro    | 2023              | 0                   | 0                   | 0                   | 0                | 0                | 0                | 1                           | 0                           | 0                           | 7                  | 0                  | 0                  | 8     | 0     | 0       |
| Atlético Mineiro    | Total             | 50                  | 3                   | 1                   | 2                | 0                | 0                | 16                          | 0                           | 0                           | 17                 | 0                  | 0                  | 85    | 3     | 1       |
| Ponte Preta         | 2018              | 29                  | 1                   | 2                   | 4                | 0                | 0                | —                           | —                           | —                           | 6                  | 0                  | 0                  | 39    | 1     | 2       |
| Ponte Preta         | 2019              | 2                   | 0                   | 0                   | 1                | 0                | 0                | —                           | —                           | —                           | 12                 | 1                  | 0                  | 15    | 1     | 0       |
| Ponte Preta         | Total             | 31                  | 1                   | 2                   | 5                | 0                | 0                | —                           | —                           | —                           | 18                 | 1                  | 0                  | 54    | 2     | 2       |
| Atlético Goianiense | 2019              | 16                  | 0                   | 0                   | —                | —                | —                | —                           | —                           | —                           | —                  | —                  | —                  | 16    | 0     | 0       |
| Atlético Goianiense | 2021              | 6                   | 1                   | 0                   | 4                | 0                | 0                | 6                           | 0                           | 0                           | 6                  | 0                  | 0                  | 22    | 1     | 0       |
| Atlético Goianiense | Total             | 22                  | 1                   | 0                   | 4                | 0                | 0                | 6                           | 0                           | 0                           | 6                  | 0                  | 0                  | 38    | 1     | 0       |
| Coritiba            | 2020              | 19                  | 1                   | 1                   | 0                | 0                | 0                | —                           | —                           | —                           | 8                  | 0                  | 0                  | 27    | 1     | 1       |
| Coritiba            | Total             | 19                  | 1                   | 1                   | 0                | 0                | 0                | —                           | —                           | —                           | 8                  | 0                  | 0                  | 27    | 1     | 1       |
| Total na carreira   | Total na carreira | 122                 | 6                   | 4                   | 11               | 0                | 0                | 22                          | 0                           | 0                           | 49                 | 1                  | 0                  | 204   | 7     | 4       |

- a. ^ Jogos da Copa do Brasil
- b. ^ Jogos da Copa Libertadores e Copa Sul-Americana
- c. ^ Jogos do Campeonato Mineiro, Campeonato Paulista, Campeonato Goiano, Campeonato Paranaense e Supercopa do Brasil

## Títulos
Atlético Mineiro
- Campeonato Mineiro: 2017, 2022 e 2023
- Campeonato Brasileiro: 2021
- Supercopa do Brasil: 2022